# 中国科学院古脊椎動物古人類学研究所
中国科学院古脊椎動物古人類学研究所（ちゅうごくかがくいんこせきついどうぶつこじんるいがくけんきゅうじょ、中: 中国科学院古脊椎动物与古人类研究所）は、中華人民共和国北京北東部の市街地に位置する中国の研究機関。古脊椎動物学の分野では恐竜や哺乳類など様々な脊椎動物群の形態・分類・系統・古生態・時間的空間的分布、さらにはそれに関連する古気候学・発生学・分子生物学に焦点を当てた研究がなされている。古人類学の分野では化石人類の起源と進化史、旧石器時代の考古学的研究が行われている。
1993年から2019年までには『ネイチャー』誌や『サイエンス』誌に116本の研究論文がアーカイブされている。コウガゾウや北京原人の発見および研究で知られる。

## 沿革
1929年4月に中国地質調査所の下部組織として設立された新生代研究室は国家地質工事計画運営委員会の管理下にあったが、1953年に独立して中国科学院の脊椎動物古生物古生物研究所となった。1957年には脊椎動物古生物研究所へ改称し、1960年に再び改称して現在の名称になった。
1996年には日本の福井県立博物館と研究交流提携を交わし、2001年3月6日には姉妹提携が行われた。

## 主な研究
研究室は7つに分かれる。1929年12月2日には北京原人（ホモ・エレクトス・ペキネンシス）の完全な頭蓋骨を発見し、その90周年となる2019年12月2日には記念イベントも北京で開催された。また、北京原人遺跡から約6キロメートルの位置からは2001年に田園洞遺跡が、2007年に田園洞原人が同研究所により発見されている。
恐竜も多く研究されており、飛膜を持つとされる小型獣脚類イーや羽毛の直接的な証拠が発見されたティラノサウルス上科のユウティラヌス、シノサウロプテリクスの羽毛の細胞に由来する色素を含む細胞小器官メラノソームの発見などが挙げられる。

## 活動
アメリカ合衆国、カナダ、オーストラリア、フランス、日本などの外国にも恐竜を主とした展覧会の機会を設け、古生物研究の普及に取り組んでいる。日本では福井県立恐竜博物館の企画展の特別協力に就くなど。